# تاتيانا كوسلوفا
تاتيانا كوسلوفا (بالروسية: Татьяна Козлова)‏ هي منافسة ألعاب القوى روسية، ولدت في 2 سبتمبر 1983.

## وصلات خارجية
- تاتيانا كوسلوفا على موقع الاتحاد الدولي لألعاب القوى (الإنجليزية)